# Kỳ đà hoa
Kỳ đà hoa hay còn gọi là Kỳ đà nước (danh pháp hai phần: Varanus salvator) là một loài thằn lằn trong họ Varanidae. Loài này được Laurenti mô tả khoa học đầu tiên năm 1768.. Chúng là loài thằn lằn lớn có kích thước dài đến ình có khả năng phát triển đạt chiều dài 3,21 m (10,5 ft), với kích thước trung bình của hầu hết những con trưởng thành ở mức 1,5 m (4 ft 11 in) dài. Trọng lượng tối đa loài kỳ đà nước có thể đạt hơn 25 kg (55 lb), nhưng phần lớn đạt một nửa mức đó. Cơ thể của chúng đầy cơ bắp với đuôi dài mạnh mẽ. Kỳ đà nước là một trong những loài thằn lằn phổ biến nhất được tìm thấy khắp châu Á, và khoảng từ Sri Lanka, Ấn Độ, Đông Dương, bán đảo Mã Lai và các đảo khác nhau của Indonesia, sống ở khu vực gần nước.

## Hình ảnh

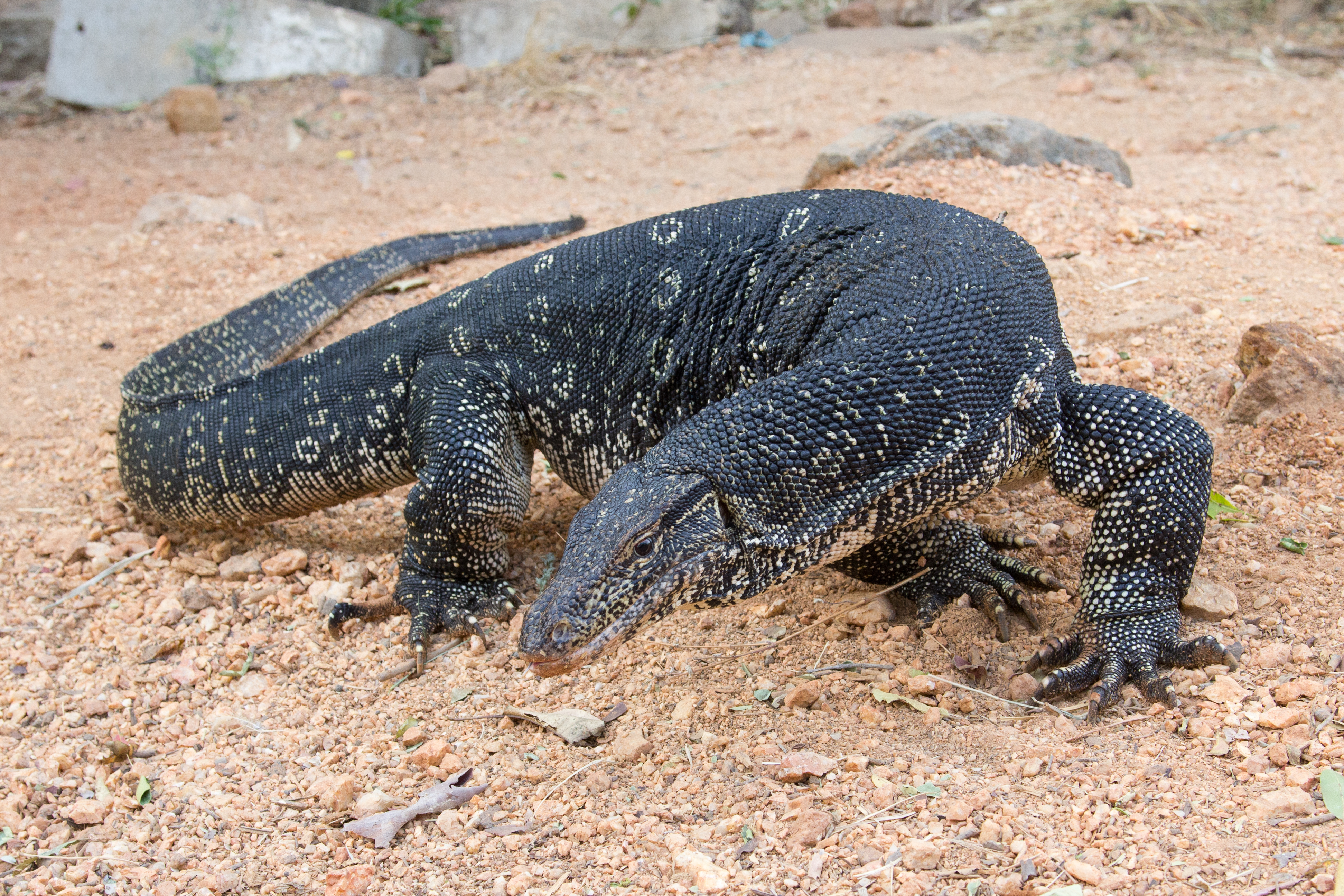
V. s. salvator tại Sri Lanka
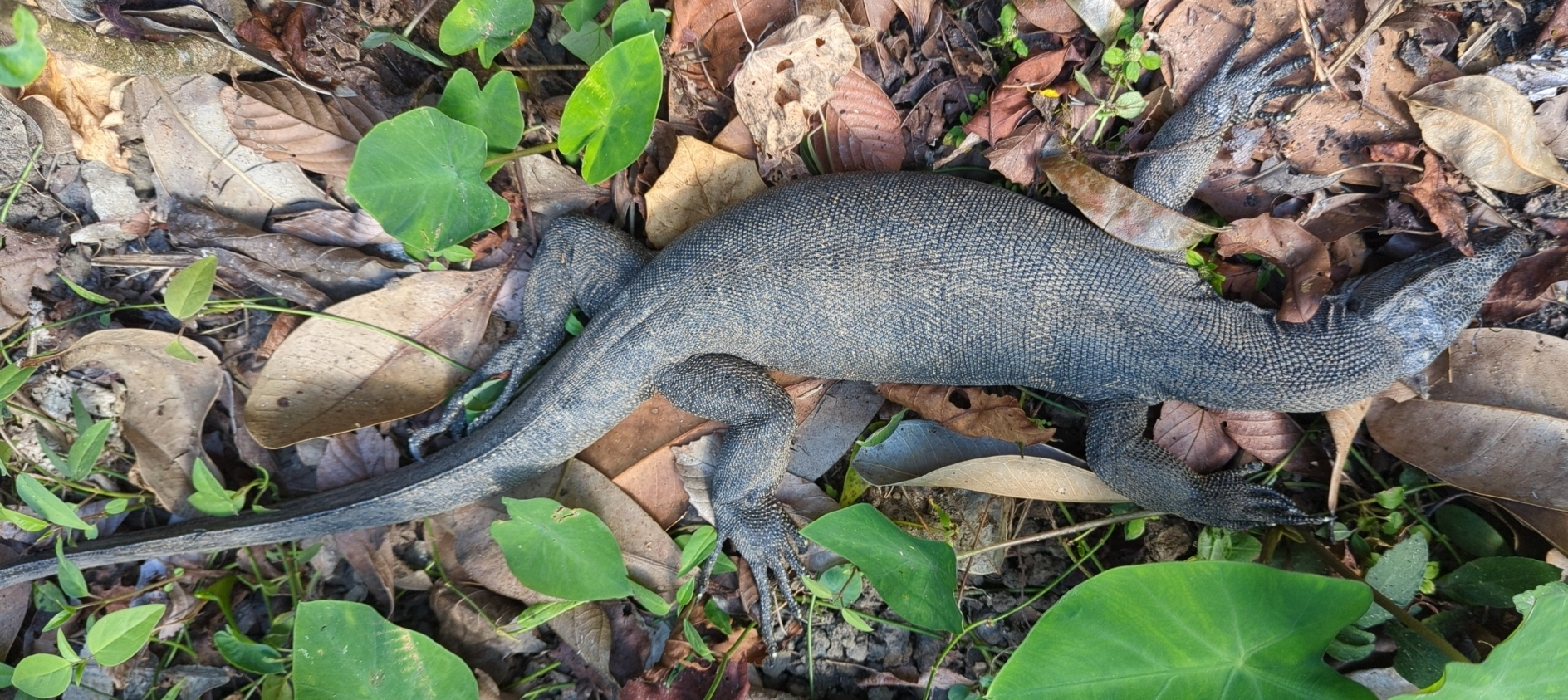
Varanus salvator andamanensis tại Nam Andaman, Indonesia
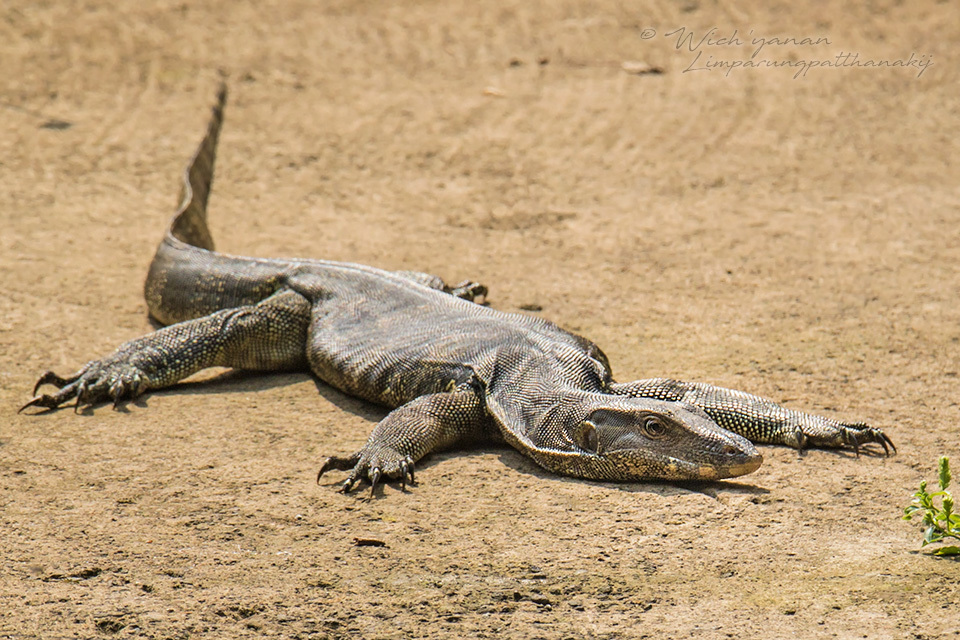
Varanus salvator bivittatus tại Bogor, Indonesia
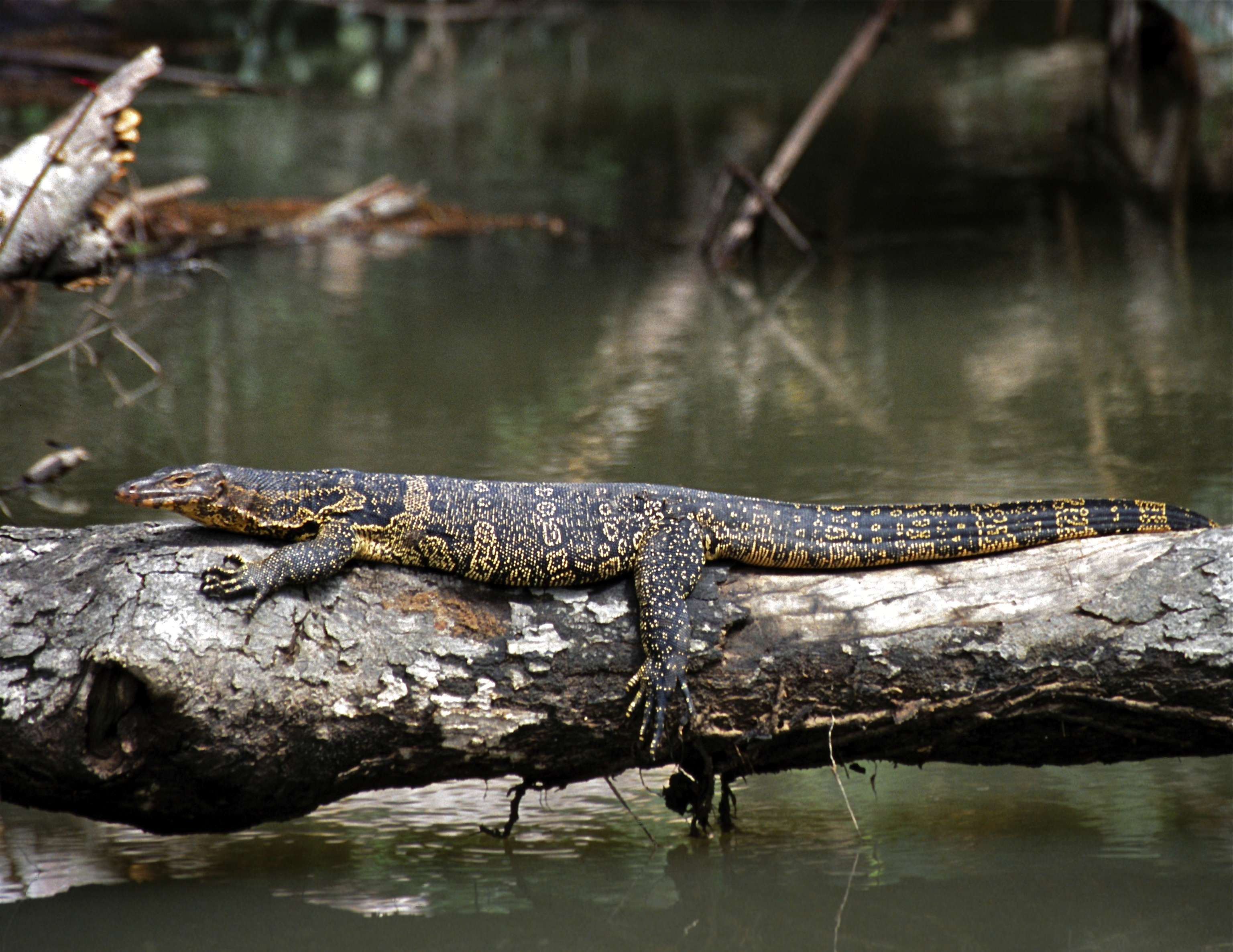
Varanus salvator macromaculatus tại Khao Yai, Thái Lan
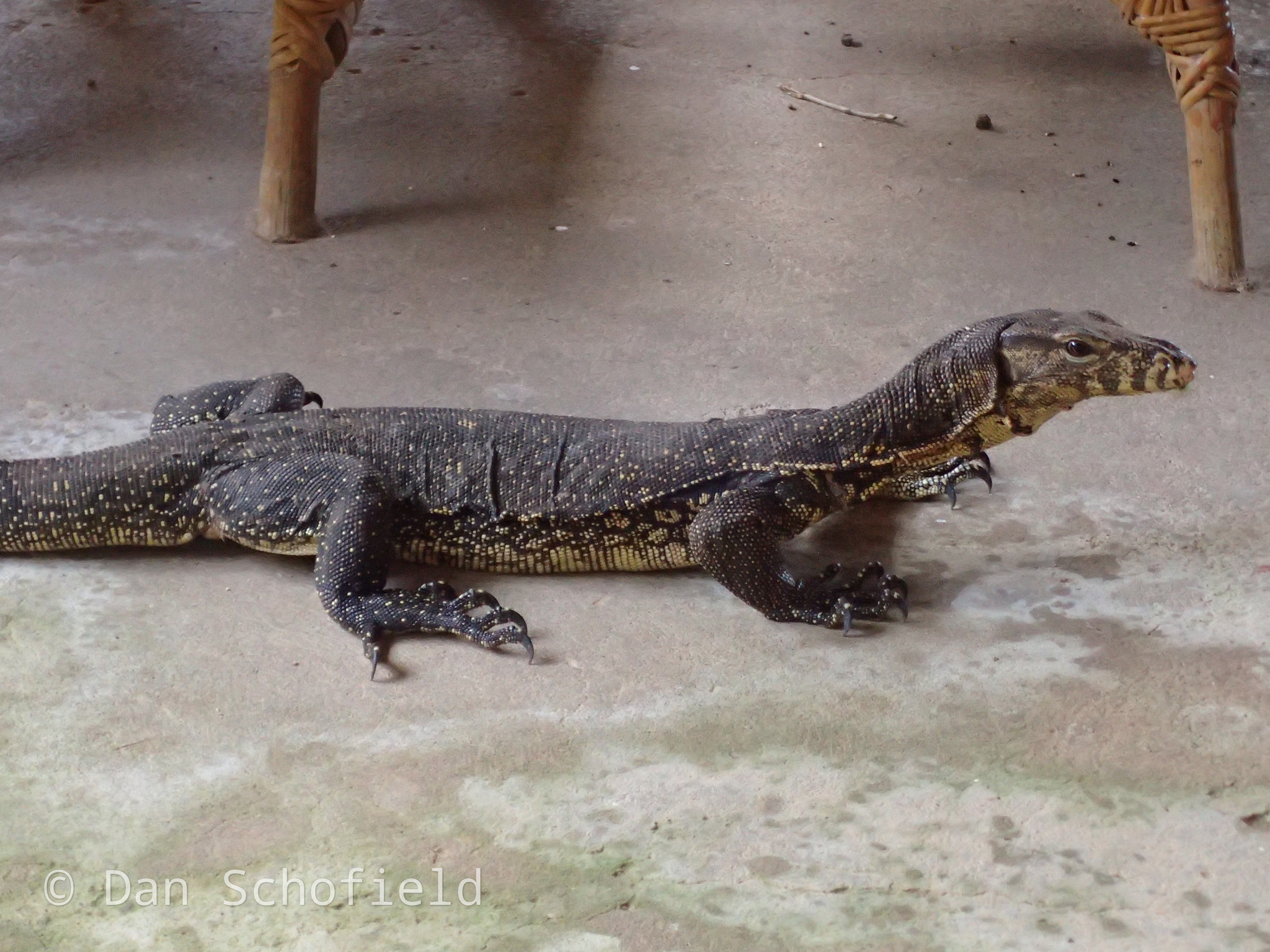
Varanus salvator celebensis tại Sulawesi, Indonesia